# الحزب الديمقراطي المسيحي (لبنان)
الحزب الديمقراطي المسيحي في لبنان هو حزب سياسي قومي لبناني يميني يرأسه الأستاذ شارل سركيس. والحزب جزءًا من تحالف 8 آذار. وتأسس الحزب على يد جوسلين نجم، شيرين سركيس، شارل سركيس، شربل بو جبرايل، وليد سعادة.
شرعية عمله السياسية مبنية على الارشاد الرسولي الذي أصدره البابا يوحنا بولس الثاني "رجاء جديد للبنان"، إلى جانب التعليم الاجتماعي للكنيسة الكاثوليكية.

## أهداف الحزب
يهدف الحزب لتحقيق أهدافه الآتية على الساحة البنانية:
1. تنمية الروح الوطنية اللبنانية ضمن مبادئ الانفتاح الديني والفكري والثقافي والاجتماعي والسياسي على جميع الأديان والطوائف في لبنان الواحد الموحد.
2. التعاون والتفاعل مع دول حوض البحر الأبيض المتوسط، وذلك نتيجة لتفاعل هذه الدول مع لبنان عبر التاريخ.
3. التعاون مع الأحزاب الديمقراطية المسيحية في العالم في بهدف دعم لبنان.